# استان سونگکلا

نقشهٔ تایلند و جایگاه استان سونگخلا.

استان سونگخلا یکی از استانهای کشور تایلند است. مساحت آن ۷۳۹۳ کیلومترمربع می‌باشد. جمعیت این استان در سال ۲۰۰۷ بالغ بر ۱۳۲۴۰۰۰ نفر برآورد شده‌است.
استان سونگکلا نظر تقسیمات کشوری بخشی از ناحیه جنوب تایلند به حساب می‌آید. مرکز این استان شهر سونگخلا است.